# グスタフ・フォス
グスタフ・フォス（Gustav Voss, 1912年 - 1990年）は、ドイツ出身のカトリックの聖職者、教育者。日本の栄光学園の初代校長。

## 生涯
ドイツのドルトムント市に生まれる。1933年に来日し、日本語・東洋史・哲学を研修する。1939年にアメリカに留学し、歴史学・神学を研修する。1942年にカトリック司祭として叙階する。1946年にカリフォルニア大学大学院（東洋言語学）を卒業し、再来日を果たす。その後、上智大学教授を経て、1947年に栄光学園初代校長に就任、1956年に同学園理事長に就任する。1990年帰天。

## エピソード
- 「僕は中学、高校と校長先生がドイツ人でしてね。よく朝の訓辞で聞かされたのが、『勇気』という言葉でした。先が見えないときは、まず一歩を踏み出してみなさいと。」

養老孟司（栄光学園4期生）
- 敗戦後、日本の公立校では国旗掲揚や国歌斉唱が忌避されていたが、フォスは「日本の再建に役立つ、立派な人格者を育てる」という指針を掲げ、栄光学園では開校当初から国旗掲揚・国歌斉唱が実施された[1]。